# Вес Чатем
Джон Веслі Чатем (англ. John Wesley Chatham; нар. 11 жовтня 1978, Атланта, Джорджія, США) — американський актор.

## Раннє життя
Вес Чатем народився 11 жовтня 1978 року в Атланті, штат Джорджія, США. Коли майбутньому актору було 2 роки, його батьки розлучилися, а хлопчик залишився з матір'ю, сестрою та братом. Уже в ті роки юний Вес почав зніматися в рекламі завдяки випадковості. Коли Чатему було 13 років, він знову почав жити з батьком. Майбутній актор не отримував належної уваги, тому його неприборканий характер привів до того, що хлопчика вигнали зі школи. Після цього Вес повинен був навчатися в Центрі допомоги в Лоуренсвілле, штат Джорджія. Це був його другий шанс, щоб здобути освіту. Поки Четем там навчався, одна театральна компанія робила тур по школах у пошуках юних талантів. Так майбутній актор і зрозумів, що повинен зв'язати своє життя з мистецтвом.

## Вибрана фільмографія
- 2003 — «Боротьба зі спокусами» / The Fighting Temptations
- 2007 — «У долині Ела» / In the Valley of Elah
- 2008 — «Буш» / W.
- 2011 — «Лушпиння» / Husk
- 2011 — «Прислуга» / The Help
- 2012 — «Боксер[en]» / The Philly Kid
- 2014 — «Місто, яке боялося заходу[en]» / The Town That Dreaded Sundown
- 2014 — «Голодні ігри: Переспівниця. Частина І» / The Hunger Games: Mockingjay – Part 1
- 2015 — «Голодні ігри: Переспівниця. Частина ІІ» / The Hunger Games: Mockingjay – Part 2
- 2016 — «Бачу лише тебе[en]» / All I See Is You
- 2015—2022;— «Простір» (телесеріал) / The Expanse

## Особисте життя
Вес Чатем одружений із акторкою Дженн Браун. У пари є двоє синів: Джон і Ретт.